# روي أمارا
روي أمارا (1925 - 2007)، عالم وباحث أمريكي، اشتهر بمقولته أن التطورات التكنولوجية تحظى باهتمام مبالغ فيها في بداية ظهورها لكن يستهان بأثرها على المدى البعيد، وهذه تسمى قانون أمارا.